# Daniel Bergqvist
Daniel "Berka" Bergqvist, född 16 oktober 1987 i Göteborg, är en svensk handbollsmålvakt.

## Klubbar
- IK Baltichov
- Önnereds HK (2007–2009)
- IK Sävehof (2009–2011)
- FyllingenBergen (2011–2013)
- HK Aranäs (2013–2023)
- GF Kroppskultur (2025–)

## Meriter
- Två SM-guld (2010 och 2011) med IK Sävehof